# Gaycke van Broersma
Gaycke van Broersma, ook wel Gaico of Gaitze (overleden voor 1528) was een Nederlands bestuurder.

## Biografie
Van Broersma was een zoon van Broer van Broersma. Gaycke was een telg uit de vooraanstaande familie Van Broersma, afkomstig uit Kollum. De familie raakte onder meer verwant aan het geslacht Van Botnia. Reeds in 1505 worden Gaycke en zijn broer Taco vermeld als edellieden in Kollumerland. Van Broersma komt in 1515 voor als grietman "van wege mijns Genadigen Heren van Gelre, in Colmerlant". Hij volgde toen Sippe van Meckema op die Schieringsgezind was en welke de wijk naar Brussel had genomen toen Kollumerland in handen viel van de Geldersen. Gedurende zijn grietmanschap woedde de Gelderse Oorlogen in Kollumerland en werd de grietenij geteisterd door zowel de Arumer Zwarte Hoop als Gelderse troepen. Rond 1518 werd Van Broersma als grietman opgevolgd door de Gelderse edelman Hendrick de Wente.
Van Broersma was getrouwd met Anna van Broersma. Zij woonden waarschijnlijk op de Broersma State ten westen van Kollum, het stamslot van de familie. Deze state werd in 1532 verkocht door ene Sjoerd van Broersma aan Graets van Cammingha, weduwe van Wilcke van Holdinga. Echter was de verkoop niet afgekondigd en kwam de state toe aan Karel V. De state zou hierdoor een van de weinige leengoederen in Friesland worden.